# زیردریایی یو-۳۰۳
زیردریایی یو-۳۰۳ (به انگلیسی: German submarine U-303) یک زیردریایی بود که طول آن ۶۷٫۱ متر (۲۲۰ فوت ۲ اینچ) بود. این زیردریایی در سال ۱۹۴۲ ساخته شد.